# Hans von Koester

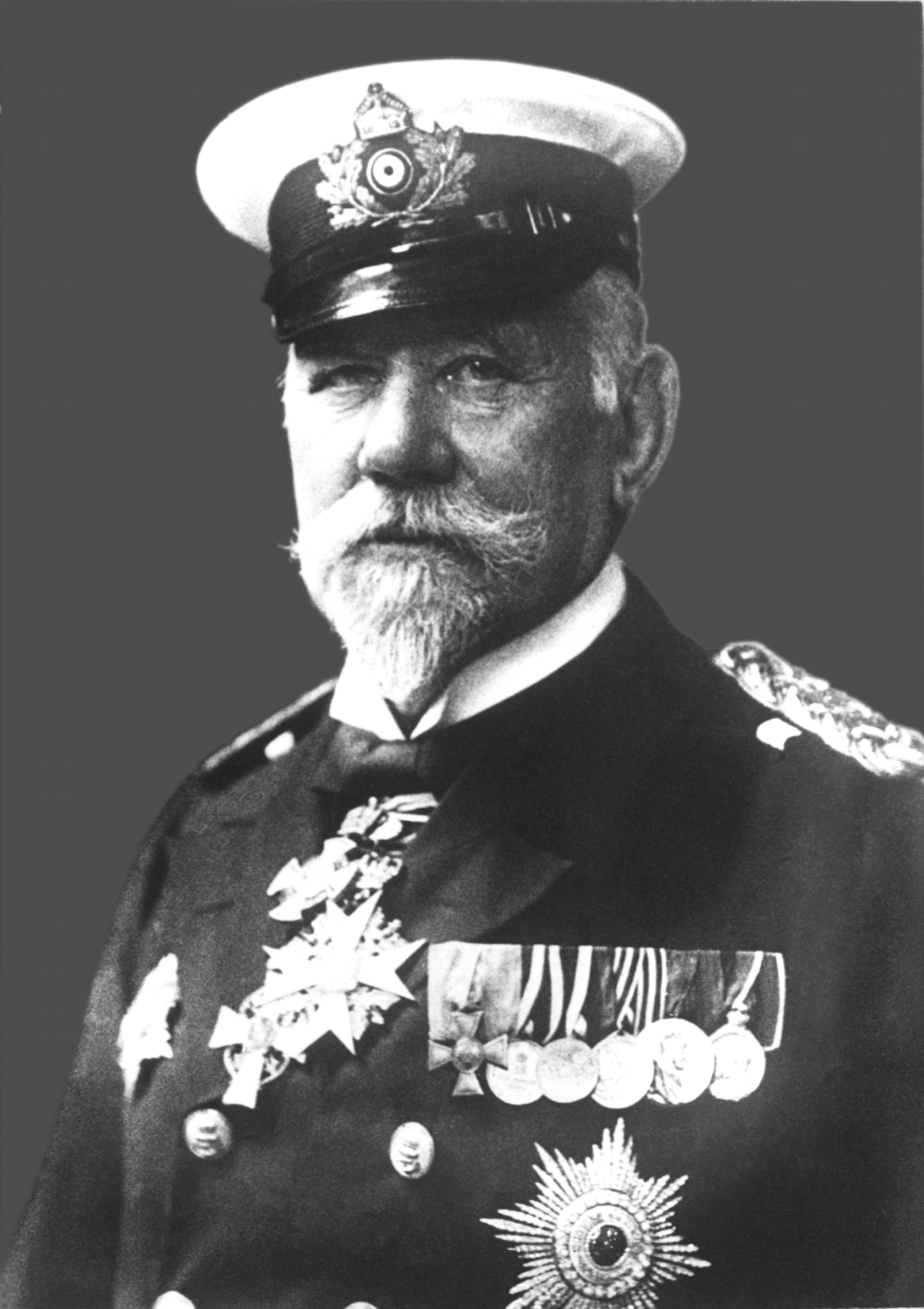
Hans von Koester

Hans Ludwig Raimund von Koester, född 29 oktober 1844, död 21 februari 1928, var en tysk sjömilitär.
Koester blev officer 1864, konteramiral 1889, storamiral och erhöll avsked 1905. 1896 blev Koester befälhavande amiral vid flottan i Kiel, 1899 generalinspektör för flottan och 1903 chef för högsjöflottan. Han adlades 1900 och var från 1908 president i Flottenverein. Under första världskriget var Koester marinens ombud i sjukvårdsväsendet.

## Utmärkelser
- Riddare av Serafimerorden, 4 augusti 1905.[1]
- Kommendör med stora korset av Svärdsorden, 8 december 1894, tilldelad kedjan 21 september 1897.[2]